# أسواق العرب الموسمية قبل الإسلام
تحولت معظم المدن والممالك العربية قبل الإسلام ولا سيما المدن التي تقع على الطرق التجارية البرية والبحرية إلى محطات للقوافل التجارية وإلى الأسواق للبيع والشراء وتبادل البضائع ونتيجة لتمتع شبه الجزيرة العربية بمناخ مختلف فقد اختلفت المحاصيل الزراعية والغلات بين مملكة وأخرى وقد ساعد هذا التنوع على تطور الأسواق وتوسعها وذلك لأن لكل مدينة اشتهرت بصناعة مختلفة فمثلا البخور يكثر في جنوب شبه الجزيرة العربية والجلود تدبغ في الطائف والزيت والزبيب والخمر والمنسوجات الحريرية تنتج في بلاد الشام والتمور في البحرين وهجر والعراق بالإضافة إلى المحاصيل الزراعية المختلفة التي تشتهر كل مدينة بمحصول معين وإلى جانب المنتوجات الحيوانية التي كانت متوفرة لدى أبناء القبائل لذلك برزت العديد من الأسواق وكانت متنوعة منها ما هو قوائم ويكون داخل المدن والممالك ويستمر طوال العام ومنها ما هو موسمي يقام في أوقات محددة وفي مواضع مختلفة في مناطق شبه الجزيرة العربية.
لم تقتصر هذه الأسواق إلى الجانب التجاري فقد كان بعضها منتديات أدبية وميدانا لتبادل الأفكار والتشاور في الأمور وحل الخلافات والمنازعات وإطلاق سراح الأسرى والنتيجة لأهمية هذه الأسواق فقد عدت أماكن حرما سواء كانت قائمة في الأشهر الحرم التي يحرم فيها الاعتداء على الناس أو في غيرها فكان الناس أمنون فيها على دمائهم وأموالهم ما داموا في ضيافة السوق وحرمته ولهذا كان لكل سوق أناس يقومون بالمحافظة على الأمن داخله وحماية الأرواح والأموال وكل كانت بعض الأسواق التي لا تقام في الأشهر الحرم يتوجه إليها الناس ب خفارة وحماية الملوك أو شيوخ القبائل لتأمين الحماية لها من الاعتداء والسرقة.
ظهرت الأسواق منذ أقدم العصور منذ أن نشأ الإنسان في تجمعات وعرف الزراعة أخذ يبحث عن تصريف الفائض من المنتجات ومبادلته بما يحتاجه وقد فرضت طبيعة شبه الجزيرة العربية بمناخها وبيئتها تنوعا كبيرا في المنتجات الزراعية والحيوانية كل هذا قد ساعد على قيام وازدهار العديد من الأسواق الدائمية والموسمية.
حرص العرب على الاهتمام بهذه الأسواق وإنجاحها وفرض الأمن فيها لما كان لها من فوائد كبيرة على حياتهم فقد تمتعت أسواق العرب الموسمية قبل الإسلام سواء التي كانت تقام في الأشهر الحرم أو في غيرها بنظام أمن دقيق وأنظمة صارمة من أجل حراستها وحمايتها وضمان سلامة الناس وأموالهم فرضت العقوبات على كل من يخل بالأمن فيها ونتيجة لذلك شهدت هذه أسواق تطورا كبيرا حتى وصل عدد زوارها إلى الآلاف وجنى الناس من ذلك أرباحا كبيرة ليس فقط من يتاجر بل حتى القبائل الموجودين من خلال ما تحصل عليه من حماية للقوافل التي تسير داخل أرضها ونتيجة لذلك فقد توجه إلى هذه الأسواق ليس العرب فقط إنما جاء إليها تجار من خارج شبه الجزيرة العربية من الهند والحبشة والفرس والرومان وقد استغل العرب الصراع القائم بين الفرس والرومان في زيادة تجارتهم وأرباحهم لاسيما أن الإمبراطوريتين كانتا حريصتان على عدم التعرض للتجار لكون هم يمدونهم بما يحتاجونه من البضائع.

## الأسواق التي تقام في الأشهر الحرم

### سوق صحار
بلد من أعمار بلاد العرب وغناها وأطبقها في المتاجر اختلف المؤرخون في موعد انعقاده منهم من ذكر أن التجار يرحلون من المشقر إلى صحار أول يوم رجب ومنهم من ذكر أنه يقام في 20 من رجب ويستمر السوق إلى خمسة أيام ويأتيه الناس دون خفارة فيوفيهم بها من لم يشهد ما قبلها من الأسواق ومنشغل بحاجة ولم يكن له أرب فيما يباع في الأسواق التي قبلها. وبسبب كونها تقوم في رجب وهو من الأشهر الحرم فإن قاصدها لا يحتاج إلى حماية أحد فيقدمونها بدون خفارة. ويعشر الناس في هذا السوق الجلندي ابن المستكبر أما طريقة البيع فكانت بإلقاء الحجارة. اشتهرت صحار بثيابها فعرفت باسمها كما كانت سوقا للتجارة المستوردة من اليمن والصين والبحرين والهند ولذلك كانت سوقا نشطة وبها أصحاب الحرف والصناعة ووصفها ياقوت الحموي بأنها طيبة الهواء والخيرات والفواكه كبيرة ليس في نواحيها أجمل منها عامرة الأهل حسنا ووصفها بأنها دهليز الصين وخزانة الشرق والعراق ومعونة اليمن فتحها المسلمون أيام أبي بكر الصديق فهي سوق تجارية يحميها الشهر الحرام كما أنها مختلطة الجنسيات وهي أعمار مدينة على البحر.

### سوق دبا
سوق من أسواق العرب يقام آخر يوم من رجب يرحل التجار إليه من بعد انتهاء سوق صحار ويجتمع بها تجار الهند والصين والسند والصين وأهل المشرق والمغرب فيشترون ويتبادلون مع العرب فهي سوق عظيمة كبيرة ذات تجارة مع العالم الخارجي. أما عن طريقة بيعهم فكانت بالمساومة لأن السوق مختلطة غير خالصة الصبغة يحضر إليها الناس من مختلف البلدان ولا يعرفون طرق بيع العرب المتعارف لديهم وكان الجلندي ابن المستكبر يعشر الناس كما يفعل غيره من الملوك في غيرها من الأسواق ولا يسمح لأحد ببيع بضاعته قبل أن يبيع تجارته.

### سوق رابية حضرموت
سوق يقع في حضرموت جنوب شبه الجزيرة العربية وتقوم هذه السوق في النصف من ذي القعدة وذكر المرزوقي بأن هذه السوق وعكاظ يقومان بيوم واحد في توجه بعض الناس إلى سوق عكاظ والبعض الآخر يتوجه إلى سوق الرابية. فأما الرابية رغم قيامه في أحد أشهر الحرم إلا أنه لم يصل إليها أحد إلا بخفارة لأنها لم تكن أرض مملكة فكانت قريش تخفر ببني أكل المرار من كندة وسائر الناس بآل مسروق بن وائل الحضرمي فكانت مكرمة لأهل البيتين فكانت لقريش قوافل إلى هذه السوق ترسلها في تجارتها ويجنون أرباحا طائلة من ذلك لكن قيام هذه السوق وعكاظ في الوقت نفسه يثير الشكوك فليس هناك ما يدعو العرب وخاصة قريش لتجاوز عكاظ وحضور سوق الرامية بحضرموت لأن عكاظ لم يكن سوقا للتجارة فقط وإنما كان مجمعا سياسيا واجتماعيا وأدبيا وقريش أحرص العرب على حضوره كما أنه لا يوجد ما يميز سوق الرابية عن بقية هذه الأسواق لكي يستدعي الحضور والاستغناء عن عكاظ وهناك احتمال واحد يمكن معه أن تقوم هذه السوق وعكاظ في آن واحد وهو أن تكون هذه السوق سوق ضئيلة لا يحضرها سوى التجار الصغار من المنطقة نفسها والقرى المحيطة بها.

### سوق عكاظ
سمي عكاظ عكاظا لأن العرب كانت تجتمع فيه فيعكظ بعضهم بعضا بالفخر أي يدعك وهو سوق كان قام للعرب قبل الإسلام كانت قبائلهم تجتمع به في كل سنة ويتفاخرون فيها ويحضرها شعرائهم ويتناقلون مع أحدث من الشعر ثم يتفرقون. أما عن قيام السوق فقد اختلف المؤرخون في ذلك فقد ذكر المرزوقي العرب كانوا ينزلونها في النصف من ذي القعدة فلا يطرحونها حتى يروا هلال ذي الحجة بينما ذكر إبن حبيب أنها كانت تقوم للنصف من ذي القعدة إلى آخر الشهر أما أبو الفرج الأصفهاني فقد ذكره قيامها في أول ذي القعدة فلا تزال قائمة حتى يباع ويشتري إلى حضور الحج أما ياقوت الحموي فقد ذكر كانت العرب تقيم بسوق عكاظ لشهر شوال.
وكانت عكاظ من أعظم أسواق العرب وكان يحضرها الألوف كما قال الشاعر: "إذا ضربوا القمامة على عكاظ وقام البيع واجتمع الألوف". فعكاظ كانت المعرض العربي العام أيام العرب قبل الإسلام معرض بكل ما لهذه الكلمة من مفهوم فهي مجمع أدبي لغوي رسمي له محكمون تضرب عليهم القباب فيعرض شعراء كل قبيلة عليهم شعرهم وأدبهم. فسوق عكاظ يسوق عامة أي كان سوقا تجاريا وسياسيا وأدبيا واجتماعيا فكانت تعقد فيه العديد من المحاكم لحل الخلافات والمشاكل. لم يكن في سوق عكاظ عشور ولا خفارة وكانت فيها أشياء ليست في أسواق العرب وكان الملك من ملوك اليمن يبعث بالسيف الجيد والحلة الحسنة والمركوب الفاره فيقف بها وينادي عليه فيأخذه أعز العرب يرد بذلك معرفة الشريف والسيد في أمره بالوفادة عليه ويحسن صلته وجائزته. أما طريقة البيع فقالت بالسرار فإذا وجب البيع وعند التاجر ألف رجل ممن يريد الشراء ولا يرده فله الشركة في الربح.

### سوق مجنة
هو أحد أسواق العرب المهمة ويقع بالقرب من سوق ذي المجاز يقوم السوق في 20 من ذو القعدة بعد إنتهاء سوق عكاظ ويستمر لمدة عشرة أيام وينتهي من مطلع ذو الحجة. وكان يقصد السوق أعداد كبيرة جدا وذلك لكون السوق يبتدئ بعد إنتهاء سوق عكاظ لكونه قريب من موسم الحج فيتاجر فيه الناس بمثل ما كان يتاجر بسوق عكاظ واستمر السوق قائما حتى سنة 129 للهجرة أو قبلها بقليل وبعدها تعرضه للإهمال والتخريب لظهور أسواق جديدة.

### سوق ذي المجاز
سوق من أسواق العرب وهو عن يمين الموقف بعرفة قريبا من كبكب وهي سوق لهذيل وسمي ذا المجاز لأن إجازة الحاج كانت منه وقد قامت هذه السوق في 1 من ذو الحجة فقد ذكر المرزوقي فإذا أهلوا هل الحجة ساروا بأجمعها إلى ذي المجاز وهو قريب من عكاظ وأقام بها حتى يوم التروية ويواتيهم حينئذ حجاج العرب ورؤوسهم مما أراد الحج ممن لم يكن شاهد الأسواق.

### سوق نطاةخيبر
هو أحد أسواق العرب المهمة وجاءت أهمية السوق من أهمية المدينة التي يقع فيها لكونها من المناطق الزراعية المهمة بالإضافة إلى وقوعها على إحدى الطرق التجارية المهمة التي تربط التجارة الكبرى بين اليمن وبلاد الشام ويقوم السوق في 10 من محرم ويستمر إلى آخر محرم. استفاد اليهود من موقع السوق المتميز وجنوا من ذلك أرباحا طائلة ولم يكتفوا بتجارتهم في السوق بل سيروا قوافل تجارية إلى الشام. استمر اليهود على ذلك حتى تم فتح المدينة على يد الرسول محمد سنة سبعة للهجرة وأصبح السوق ضمن حصة الرسول محمد.

### سوق حجر اليمامة
حجر هي أهم مدن اليمامة ومقر الحكم فيها وتقع فيها أحد أسواق العرب الموسمية قبل الإسلام وذكر أنه كان يقام بعد نهاية سوق ذي المجاز إلى بعد انتهاء موسم الحج في حين ذكر ابن حبيب أنه كان يقام في 10 من شهر محرم استمر حتى نهاية الشهر أي أنه يبقى قائما لمدة 20 يوما وكان يقصد السوق العرب من أغلب المناطق للبيع والشراء والتنافس بين الشعراء.

## الأسواق التي تقام في غير الأشهر الحرم

### سوق دومة الجندل
ذكره المرزوقي بأنه أول الأسواق قياما يأتي إليها العربي من كل صوب وتكون في أول يوم من شهر ربيع الأول إلى النصف منه ربما يستمر حتى نهاية شهر ربيع الأول إذا لم تنتهي بيوعه خلال نصفه الأول وكان الذي يسيطر على السوق هو حاكم دومة الجندل فكان ملكها بين أكيد العبادي من السكون وبين قنافة الكلبي بأيهما يغلب كان يتولى أمر السوق فإذا غلب العباديون ترأس السوق أكيدر وإذا غلب الغسانيون ملكها قنافة الكلبي ويروي بعض المؤرخين طريقة تولي السوق وكان غلبة الملكين عليها أن يتحاجيا فأيهما غلب صاحبه بما يلقي عليه تركه والسوق يفعل بها ما يشاء. وكان يجاور هذا السوق من قبائل العرب قبيلة كلب وجديلة طيء وكانوا يعرضون بضاعتهم في بيوت الشعر يقدمونها لهذا الغرض. ولم يستطع أهل الشام ولا أهل العراق البيع فيها إلا بإذن الملك ولم يشتري ولا يبيع حتى يبيع الملك كل شيء يريد بيعه أما طريقة البيع في سوق دومة الجندل فكانت البيع بالحصى أي بإلقاء الحجارة.

### سوق المشقر
يرتحل التجار من سوق دومة الجندل إلى سوق المشقر فيقوم لهم سوقها أول يوم من جمادى الآخرة إلى آخر الشهر وكانت عبد القيس وتميم جيرانها وكان ملوك هذه السوق من بني تميم من بني عبد الله بن زيد المنذر بن ساوى وكانت للملوك الامتيازات نفسها التي كان يحصل عليها ملوك دومة الجندل من حيث البيع والشراء وأخذ ضريبة العشور وكان جميع من يأتيها لا يقدر عليها إلا خفارة من سائر الناس أي أنه يحتمي رجال بما يضمن له الوصول إليه بأمان فكانوا يتخفرون بقريش لأنها لا تؤتى إلا في بلاد مضر وإن حصل سارت القافلة بدون خفارة فإنها ستتعرض لهجوم القبائل التي تمر بديارها حتى وإن كانت هذه القوافل تعود إلى الملوك. أما عن طريقة البيع في هذا السوق كان بالملامسة والهمهمة والإيماء حيث يومئ بعضهم إلى بعض فيبيعون دون أن يتكلموا حتى يتراضوا خوفا من الحلف والكذب.

### سوق الشحر
سوق الشحر هو من أسواق العرب المشهورة التي كان يقام عدة أيام ويستمر حتى النصف من شعبان ويقوم هذا السوق في ظل الجبل الذي دفن فيه نبي الله هود عليه السلام ورغم أن السوق يقع في أرض سبخة لا ينبت فيها الشجر والزرع إلا أنها اشتهرت في تربية الإبل الجيدة التي تعرب النجيب كما اشتهر السوق ببيع العنبر الذي لا نظير له فتضرب به المثل: "لو كنت عطرا كنت من عنبر الشحر" كما كان يباع فيه بضائع مختلفة من الأدم والبز والكندر والمر والصبر والدخن وغيرها كثير. وبما أن السوق كان يقع على ساحل البحر فقد قصده التجار من مختلف البلدان من البحر والبر ونتيجة لاختلاط سكانها بالأجانب أصبحت لغتهم مستعجمة. وبما أن السوق لم يكن يقام في الأشهر الحرم فإن التجار الذين كانوا يقصدون السوق كانوا يتخفرون بني محارب إبن مهرة وقيل بني البكر إبن مهرة وكان البيع يتم فيه بإلقاء الحجارة كما في أغلب الأسواق الأخرى وكان التجار يجنون أرباحا طائلة بسبب عدم وجود من يفرض على تجارته العشور.

### سوق عدن
سوق عدن هو أقدم أسواق العرب قبل الإسلام وكان يقام في أول يوم شهر رمضان ويستمر لمدة 20 يوما واكتسب السوق شهرة كبيرة بسبب موقعه المتميز على ساحل البحر وفيها مرسى السفن ما دفع الناس للتوجه إليها من مختلف البلدان ولا سيما الهند ومصر والحبشة والحجاز والفرس أغلب القبائل العربية اشتهر السوق بتجارة الأدم الطيب الذي لا يضاهى عطر فقد كان يتفاخرون به في بلاد السند والهند لما له من شهرة كبيرة فلم يكن أحد يضع مثله غير العرب. بالإضافة إلى تجارة البحر فإن تجارة البر كانت مزدهرة لقد كانت تقدم إليه القوافل التجارية البرية من بلاد فارس والروم وما شجع التجار للذهاب إليه أن السوق كان يقع في أرض مملكة يتم حماية التجارة داخله وكان ملوك حمير تعاشرهم وبعد أن طرد الفرس الأحباش من اليمن أصبح هم ما يأخذون عشور السوق دون أن يبيعون أو يشترون لذلك كانت التجار يشعرون براحة وذلك لأنهم لا يتم مزاحمتهم من قبل الملوك كما كان يحصل في بعض الأسواق الأخرى.

### سوق صنعاء
يتوجه الناس إلى سوق صنعاء بعد انقضاء سوق عدن. إنه كان يقام في النصف من شهر رمضان إلى آخره وكان يقع في الوادي وكانت تباع في السوق مختلف البضائع كالقطن والزعفران والحديد كما كان يباع فيها البرود ويجلب إليها من معافير. تمتع السوق في شهر كبيرة لكونه يقع في وسط اليمن بالإضافة لما اشتهر به صنعاء من منتجات مختلفة ولما تتمتع به من استقرار كبير وكان يعشر السوق ملوك اليمن وبعد طرد الأحباش من اليمن أصبح يعاشرهم الأبناء من بلاد فارس بعد سيطرتهم على اليمن وكانت أسعار البضائع فيه رخيصة نتيجة توفرها بكثرة وكان البيع في السوق يكون بجس الأيدي ولم يكن أحد من أهل السوق يذهب إلى الأسواق الأخرى إلا إذا قام أهل الأسواق الأخرى بشراء شيء من أسواقهم.

### سوق دير أيوب
يقع هذا سوق دير أيوب أول أسواق بلاد الشام قياما فكان العرب إذا انتهوا من أسواقهم التي تقام في الحجاز أثناء الحج بعد تنظيم قوافلهم وتهيئتها للسفر إلى بلاد الشام من أجل التجارة في سوق دير أيوب.

### سوق بصرى
سوق بصرى هو من الأسواق المهمة التي كان محط رحالة التجار العرب يقدم إليه التجار بالبضائع المختلفة من الحبشة والهند واليمن وكان السوق يقوم لمدة 25 ليلة وبعد أن سيطر الرومان على بلاد الشام ازداد اهتمامهم بالسوق ربما لما كان يؤمن لهم من بضائع جيدة وقد حرصوا على فرض الأمن داخل السوق وأعطوا الأمانة للتجار العرب من أجل المتاجرة بحرية تامة واستمر السوق حتى ظهور الإسلام وزاد في عدد أيام إقامته حتى وصلت إلى 40 ليلة.

### سوق أذرعات
سوق أذرعات هو أحد أسواق العرب التجارية المهمة كان يقام السوق فيما بعد الانتهاء من سوق بصرى ب70 ليلة ويعد هذا السوق من أطول أسواق العرب الموسمية قبل الإسلام فقد كان يعقد طوال مدة الصيف واشتهر السوق بالعديد من البضائع ولا سيما الخمر ومدح خمرها العديد من الشعراء. استمر قيام السوق بعد ظهور الإسلام بمدة طويلة فقد ذكر المرزوقي أنه زاره وشاهده الناس فيه.

### سوق الأسقى
سوق الأسقى هو أحد الأسواق التي كانت تقام في حضرموت في اليمن وقد انفرد المرزوقي في ذكر هذا السوق ولا يوجد ذكر للسوق في المصادر الأخرى ويبدو أن السوق لم يكن من الأسواق الكبرى أو أنه كان من الأسواق الداخلية لذلك لم يشتهر السوق بصورة كبيرة لا سيما أن في حضرموت كانت تقام أسواق مرة أخرى.